# Carlos Ruiz Soto
Carlos Ruiz Soto (Madrid, 1935-Majadahonda, 13 de junio de 2022) fue un político y médico ginecólogo español.

## Biografía
Nació en 1935 en la madrileña calle de Fuencarral, fue ginecólogo y profesor jefe del Servicio de Patología de la Mama del Hospital Gregorio Marañón de Madrid.
Fundador y presidente del Partido Conservador Español hasta su integración en Alianza Popular en 1980, formación de cuya organización madrileña fue presidente y por la que fue elegido diputado por Madrid en 1982 y 1986, siendo portavoz de sanidad de su grupo parlamentario. En 1986, tras desavenencias con la dirección del partido, fue cesado de sus cargos y decidió pasar al grupo mixto, participando en 1987 en la creación del Partido Regional Independiente de Madrid (PRIM).
Lideró la agrupación territorial madrileña del PRIM y fue su candidato a las elecciones municipales de la capital en 1991, pero abandonó este partido para fundar junto a Juan Ramón Calero el Partido Demócrata Español (PADE), del que fue elegido vicepresidente primero, cargo que ostentaría hasta la disolución del partido en 2008. Con este partido fue candidato al Congreso de los Diputados por Madrid en las elecciones Generales del 14 de marzo de 2004, aunque no obtuvo representación.
En el momento de su fallecimiento, su hijo, el también médico y político Enrique Ruiz Escudero, era consejero de Sanidad de la Comunidad de Madrid y presidente del PP de Pozuelo de Alarcón. Por su parte, su hija, Almudena Ruiz, era concejal de Obras y Patrimonio del Ayuntamiento de Pozuelo.